# Coloncus americanus
Coloncus americanus är en spindelart som först beskrevs av Chamberlin och Ivie 1944.  Coloncus americanus ingår i släktet Coloncus och familjen täckvävarspindlar. Inga underarter finns listade i Catalogue of Life.